# Monstereophonic (Theaterror Vs. Demonarchy)
A Monstereophonic (Theaterror Vs Demonarchy) a finn Lordi zenekar nyolcadik nagylemeze, melyet 2016 áprilisa és júniusa között rögzítettek, és 2016. szeptember 16-án jelenik meg az AFM Records gondozásában. Az album két részre bontható, az első fele a zenekártól már megszokott, a 80-as évek hard rock/heavy metal hangzására emlékeztető dalokból áll, az album második fele viszont egy modernebb, progresszívabb hangzásvilágot mutat be, valamint az albumnak ez a fele koncepciós, egy történetet mesél el.
Az album kettősségének szimbolizálásaként a zenekar tagjainak új kinézete is kettős, a jelmezek jobb és bal oldala egy-egy karakter két külön verzióját mutatják.

## Az album dalai
| #   | Cím                                                                                 | Dalszöveg                           | Zene                       | Hossz |
| --- | ----------------------------------------------------------------------------------- | ----------------------------------- | -------------------------- | ----- |
| 1.  | SCG8: One Message Waiting                                                           | Ralph Ruiz; Mr Lordi; Nino Laurenne | -                          | 1:10  |
| 2.  | Let's Go Slaughter He-Man (I Wanna Be The Beast-Man In The Masters Of The Universe) | Mr Lordi; Tracy Lipp                | Mr Lordi; Miss Hella       | 4:30  |
| 3.  | Hug You Hardcore                                                                    | Mr Lordi; Tracy Lipp                | Mr Lordi                   | 3:40  |
| 4.  | Down With The Devil                                                                 | Mr Lordi; Tracy Lipp                | Mr Lordi                   | 4:29  |
| 5.  | Mary Is Dead                                                                        | Mr Lordi; Tracy Lipp                | Mr Lordi; Mr Mana; Mr Amen | 4:37  |
| 6.  | Sick Flick                                                                          | Mr Lordi; Tracy Lipp                | Mr Lordi                   | 4:00  |
| 7.  | None for One                                                                        | Mr Lordi; Tracy Lipp                | Mr Lordi; Mr Mana; Mr Amen | 4:15  |
| 8.  | SCG VIII: Opening Scene                                                             | -                                   | Mr Lordi                   | 1:22  |
| 9.  | Demonarchy                                                                          | Mr Lordi; Tracy Lipp                | Mr Lordi                   | 6:01  |
| 10. | The Unholy Gathering                                                                | Mr Lordi; Tracy Lipp                | Mr Lordi                   | 5:09  |
| 11. | Heaven Sent Hell On Earth                                                           | Mr Lordi; Tracy Lipp                | Mr Lordi; Mr OX            | 5:43  |
| 12. | And The Zombie Says                                                                 | Mr Lordi; Tracy Lipp                | Mr Lordi                   | 6:23  |
| 13. | Break of Dawn                                                                       | Mr Lordi; Tracy Lipp                | Mr Lordi                   | 5:47  |
| 14. | The Night the Monsters Died                                                         | Mr Lordi; Tracy Lipp                | Mr Lordi                   | 7:13  |

## Kislemezek az albumról
1. "Hug You Hardcore" – 2016. augusztus 26.

## Közreműködők
- Mr. Lordi – ének
- Amen – Gitár
- Mana – Dob
- OX – Basszusgitár
- Hella – Billentyűs hangszerek